# Los Leuco
Los Leuco fue un programa periodístico argentino emitido por la señal de cable Todo Noticias, los martes a las 22:00. El programa era conducido por: Alfredo Leuco y Diego Leuco.